# Baebius
Baebius is een geslacht van wantsen uit de familie van de Reduviidae (Roofwantsen). Het geslacht werd voor het eerst wetenschappelijk beschreven door Carl Stål in 1865.

## Soorten
Het genus bevat de volgende soorten:

- Baebius aberrans Villiers, 1964
- Baebius caffer (Stål, 1855)
- Baebius denticulatus Stål, 1874
- Baebius katanganus Schouteden, 1951
- Baebius nyassanus Schouteden, 1931
- Baebius ruficollis Jeannel, 1919